# أناتولي ستيرن
أناتولي ستيرن (بالبولندية: Anatol Stern) هو كاتب سيناريو وشاعر بولندي، ولد في 24 أكتوبر 1899 في وارسو في بولندا، وتوفي بنفس المكان في 19 أكتوبر 1968.

## وصلات خارجية
- أناتولي ستيرن على موقع IMDb (الإنجليزية)
- أناتولي ستيرن على موقع قاعدة بيانات الفيلم (الإنجليزية)